# مازدا تيتان
مازدا تيتان (بالإنجليزية: Mazda Titan)‏ هي سيارة من تصنيع شركة مازدا.